# Pegantenan (plaats)
Pegantenan is een bestuurslaag in het regentschap Pamekasan van de provincie Oost-Java, Indonesië. Pegantenan telt 3432 inwoners (volkstelling 2010).